# A három testőr (film, 2011)
A három testőr (eredeti cím: The Three Musketeers) 2011-ben bemutatott brit-amerikai-francia-német fantasy-akciófilm, melynek rendezője Paul W. S. Anderson, forgatókönyvírója Andrew Davies és Alex Litvak. A főszerepet Matthew Macfadyen, Logan Lerman, Ray Stevenson, Milla Jovovich, Luke Evans, Mads Mikkelsen, Orlando Bloom és Christoph Waltz alakítja. Alexandre Dumas: 1844-es azonos című regényén alapul.
2011. szeptember 1-jén mutatták be Németországban, 2011. október 12-én az Egyesült Királyságban és Franciaországban, valamint 2011. október 21-én az Amerikai Egyesült Államokban, Kanadában és Ausztráliában. Magyarországon 2011. október 13-án mutatta be a ProVideo. A film általánosságban negatív kritikákat kapott a kritikusoktól: bár dicsérték a cselekvés sorrendjét, a partitúrát, Macfadyen és Mikkelsen teljesítményét, valamint a vizuális stílust, bírálták a forgatókönyvet, a rendezését és a karaktereket. Bevételi szempontból viszont jól teljesített: a 75 millió dolláros gyártási költségvetésével szemben összesen több, mint 132 milliós bevételt tudott gyűjteni.

## Szereplők
| Szerep              | Színész           | Magyar hang        |
| ------------------- | ----------------- | ------------------ |
| D'Artagnan          | Logan Lerman      | Czető Roland       |
| Athos               | Matthew Macfadyen | Széles Tamás       |
| Porthos             | Ray Stevenson     | Galambos Péter     |
| Aramis              | Luke Evans        | Anger Zsolt        |
| Milady de Winter    | Milla Jovovich    | Szinetár Dóra      |
| Rochefort kapitány  | Mads Mikkelsen    | Kőszegi Ákos       |
| Constance Bonacieux | Gabriella Wilde   | Berkes Boglárka    |
| Planchet            | James Corden      | Elek Ferenc        |
| Ausztriai Anna      | Juno Temple       | Stefanovics Angéla |
| XIII. Lajos király  | Freddie Fox       | Sánta László       |
| Cagliostro          | Til Schweiger     | Czvetkó Sándor     |
| Buckingham herceg   | Orlando Bloom     | Csőre Gábor        |
| Richelieu bíboros   | Christoph Waltz   | Forgács Péter      |
| Jussac              | Carsten Norgaard  | Szabó Győző        |
| Minette             | Nina Eichinger    | N/A                |
| Svéd Eleanor        | Sara Evans        | N/A                |

## Filmzene
A film zenéit Paul Haslinger állította össze.

### Dalok
| 1.      | Only Four Men                          | 2:15 |
| 2.      | Special Delivery for The King          | 2:26 |
| 3.      | Buckingham's Departure                 | 1:20 |
| 4.      | All For One                            | 1:48 |
| 5.      | Do You Know Who I Am?                  | 2:03 |
| 6.      | As Far Away As Possible                | 1:40 |
| 7.      | The King and Queen                     | 1:38 |
| 8.      | Announcing Lady De Winter              | 0:50 |
| 9.      | Concealed Weapons Tango                | 1:00 |
| 10.     | Get Me One of Those!                   | 2:32 |
| 11.     | The Venice Heist                       | 5:15 |
| 12.     | She Died The Way She Lived             | 1:44 |
| 13.     | I Hate Air Travel                      | 1:00 |
| 14.     | Rochefort Ante Portas                  | 1:15 |
| 15.     | Open Fire!                             | 2:36 |
| 16.     | A Chance to Escape                     | 1:05 |
| 17.     | Round Two                              | 1:50 |
| 18.     | If You Insist!                         | 1:48 |
| 19.     | You Should Have Apologized to My Horse | 1:48 |
| 20.     | Boys Will Be Boys                      | 1:40 |
| 1:02:25 |                                        |      |

## Forgatási helyszínek
- Bamberg, Bajorország, Németország
- Burghausen, Bajorország, Németország
- Herrenchiemsee palota, Bajorország, Németország
- München, Bajorország, Németország
- Babelsberg Studios,[6] Potsdam, Brandenburg, Németország
- Würzburg, Bajorország, Németország (Alte Mainbrücke, Marienberg erőd, Würzburgi rezidencia)

A forgatást Arri Alexa kamerákkal vették fel. A film finanszírozásának jelentős része német forrásokból származott.